# Strzyżewo Smykowe
Strzyżewo Smykowe – wieś w Polsce położona w województwie wielkopolskim, w powiecie gnieźnieńskim, w gminie Gniezno.
W czasie zaborów należała do parafii w Strzyżewie Kościelnym, a właściwy Urząd Stanu Cywilnego to Gniezno wieś.
W latach 1975–1998 miejscowość administracyjnie należała do województwa poznańskiego.
31 lipca 1890 w miejscowości urodził się Ignacy Kujawa, uczestnik strajku dzieci wrzesińskich w 1901, powstaniec wielkopolski. W miejscowości działa jednostka Ochotniczej Straży Pożarnej, która została założona w 1905 przez ówczesnych mieszkańców.